# Antonio Vicente Mosquete

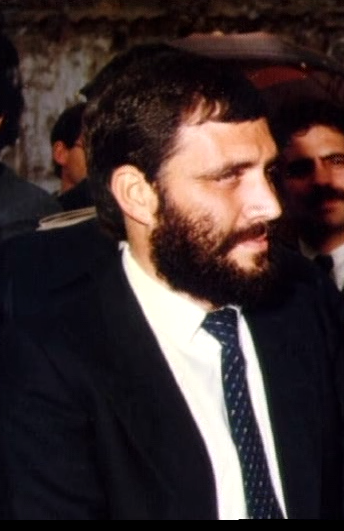

Antonio Vicente Mosquete (La Horcajada, Ávila, 21 de febrero de 1952-Madrid, 3 de junio de 1987) fue el primer presidente del Consejo General de la Organización Nacional de Ciegos Españoles (ONCE) y, por tanto, el primer presidente elegido democráticamente de la organización. Ocupó ese cargo entre 1982 y 1987, periodo en el que se produce el proceso de democratización y modernización de la ONCE.
Falleció a los 35 años en un accidente de ascensor cuyas causas aún no están plenamente esclarecidas.

## Biografía

### Inicios (1952-1982)
Antonio Vicente Mosquete nació en la Horcajada, un pequeño pueblo de Ávila en el que su padre ejercía de maestro de escuela. Desde su nacimiento tiene una discapacidad visual grave, consecuencia de un glaucoma congénito. A los seis años ingresa en el colegio internado de la ONCE en Pontevedra donde, jugando al fútbol, pierde el resto de visión que le quedaba.
A los once años se incorpora al Colegio Inmaculada Concepción de la ONCE en Madrid. Su familia se trasladará también a la capital pocos años después, dónde Vicente Mosquete cursará bachillerato. Estudios que termina en el instituto Cervantes, ya en régimen de educación ordinaria con compañeros videntes.
En paralelo obtiene los títulos de inglés y francés de la Escuela Oficial de Idiomas y el British Council, lo que le permitirá empezar a trabajar, a los 18 años, como profesor de inglés en el mismo Colegio de la ONCE de Madrid, centro que, más tarde, entre 1987 y 2010, llevaría su nombre. Al tiempo que trabaja como maestro cursa la licenciatura de Filosofía en la Universidad Complutense de Madrid. Durante este periodo conoce a la que será su mujer, Rosa Lucerga, con la que tendrá dos hijos.
Como estudiante universitario protagoniza movimientos reivindicativos como la creación de una asociación de estudiantes con discapacidad visual. Como docente aglutina el sector crítico de los profesores, lo que llevará a la formación de una asociación de enseñantes, asociación que protagonizará la primera huelga de profesorado, en enero de 1976, apenas dos meses después de la muerte de Franco.

### Carrera política 1982-1987
De aquel grupo de profesores progresistas, así como del colectivo de estudiantes involucrado en la promoción de revistas sonoras clandestinas, nació un movimiento político que junto con el sindicato de profesores y el sector crítico de trabajadores de la ONCE fue caldo de cultivo para la formación del grupo Candidatura de Unidad para el Cambio. Con esta formación, en coalición con otros grupos, Vicente Mosquete llegará a la presidencia de la ONCE en las primeras elecciones democráticas de esta institución en 1982.

#### La primera legislatura 1982-1986
En la primera legislatura de Vicente Mosquete se desarrolla y se consolida una red de servicios especializados para los afiliados de la ONCE. Se abre una línea de colaboración con Latinoamérica con la creación de un Fondo de Cooperación con esa región. En lo político, se instauran prácticas democráticas en los centros y órganos de decisión de la ONCE. Desde el punto de vista socioeconómico, se lleva a cabo la reforma comercial del Cupón en 1984 que tuvo un éxito sin precedentes. Se consigue también la normalización laboral de toda la plantilla de la entidad mediante la firma de sus primeros convenios colectivos que recogían unas condiciones de trabajo y remuneración notablemente mejores que las que existían.

#### Reelección
En las Elecciones de 1986, el nuevo grupo presidido por Vicente Mosquete, Unidad Progresista, UP, alcanza una mayoría de 8 de los 15 miembros del Consejo General y es reelegido como presidente, cargo que ocupará hasta la fecha de su fallecimiento.
Es un año de consolidación del proyecto y en él surgen las mayores diferencias con el gobierno socialista de Felipe González, que ve con recelo e intentaba controlar el crecimiento económico de la institución.

### Muerte
El 1 de junio de 1987 sufre un accidente en el ascensor de su domicilio y fallece el 3 de junio a los 35 años de edad. A pesar de que se realizan distintas investigaciones para esclarecer las causas del accidente, éstas aún no han podido ser aclaradas.

## Legado
Bajo la presidencia de Antonio Vicente Mosquete la ONCE sufre una transformación profunda pasando de ser un organismo tardofranquista con espíritu caritativo, paternalista y militar, a una institución democrática, de servicios y autónoma económicamente. Transformaciones que contribuyeron al cambio drástico no solo en las condiciones laborales, sociales y económicas de las personas ciegas sino a la concepción que de ellas tiene la sociedad española hoy en día. Vicente Mosquete defendió la integración escolar, la formación universitaria, el empleo, la independencia económica y la pluralidad política.
Tras su muerte, el grupo que lideraba (Unidad Progresista) monopoliza el gobierno de la organización y pierde gran parte de las líneas políticas defendidas por Mosquete, especialmente en lo que respecta a los principios democráticos y a los fines sociales de la ONCE.